# Стефан Неманя
Стефан Неманя (на сръбски: Стефан Немања или Стеван Немања) е средновековен владетел, велик жупан на Велико княжество Сърбия. Наследява брат си Тихомир, начело на васалитет към Византия, и създава своя управленска династия – Неманичи.

## Начало
В условията на държавен упадък на Византия през XII век, се появяват предпоставки за въздигането на нова сила на Балканите. Възходът на държавността в Сърбия започва по времето на Стефан Неманя и продължава до средата на XIII век при неговите наследници Стефан Първовенчани и Стефан Душан.
При Стефан Неманя и наследниците му Великото жупанство Сърбия за първи път се утвърждава като държава и важен фактор на Балканите и е последната страна във възход на Балканския полуостров преди завоюването му от османците.

## Управление
Стефан Неманя успява да сложи край на традиционните сръбски жупански междуособици, повеждайки ги в стратегически съюз с Асеневци по пътя на политическата независимост. Стефан Неманя е ловък и хитър политик.

### Съюз с Венеция
Стефан Неманя успява да овладее областта Зета и част от приморските сръбски земи с градовете Шкодра и Котор.

### Поражение
През 1172 г. император Мануил I Комнин разбива войската му и сръбският велик жупан се задължава да предоставя войски на Византия във войните ѝ срещу селджукските турци в Мала Азия. В изпълнение на васалните си задължения към василевса, Стефан Неманя изпраща сръбски помощни военни части, участвали в злополучната за византийците битка при Мариокефалон.

### Независимост
През 1180 г., след смъртта на императора, Стефан Неманя се отмята от васалните си задължения, сключвайки съюз с унгарския крал Бела III за съвместни действия в префектура Илирик. През 1183, обединените негови сили с унгарците нахлуват в северозападните български земи и превзема Белград, Браничево, Ниш и Средец. Крепостните стени на Средец са разрушени, а мощите на Иван Рилски са отнесени от унгарците, но после върнати в Средец, за да бъдат пренесени в Търново през 1195 г.

### Съюз с Асеневци
С цел успешен завършек на въстанието за независимост (1185), Асеневци от Мизия сключват стратегически съюз със Стефан Неманя, насочен срещу Византия.

### При Барбароса
В 1189 година Стефан Неманя заедно с брат си Срацимир Завидович и пратениците на Асеневци, те предлагат военен съюз и помощ на кръстоносците, в случай на конфликт с Византия. Асеневци са готови да предоставят 40 хил. армия на Фридрих I Барбароса за война с Византия, а сърбите – още 20 хил. Императора успява да уреди по мирен път противоречията си с Византия, което принуждава Неманя да продължи войната сам.

### Разгром
През 1190 г. Стефан Неманя с армията си нахлува внезапно по долината на Струма, успявайки да превземе редица български градове като Перник, Земен, Скопие, Призрен. През следващата 1191 г., византийците изненадващо го нападат, нанасяйки му сериозно поражение при Морава. Военните действия по овладяване от Стефан Неманя на някои от западните български области са съгласувани с Асеневци поради стратегическия съюз, сключен между тях.
Стефан Неманя обаче успява да присъедини Зета към Сърбия и да я подчини под властта си. Последният зетски княз Михаил е свален от престола и заменен с най-големия Неманов син – Вукан (Вълкан). Установява се традиция зетските земи да се поверяват за управление на престолонаследника от династията на Неманичите.

### Вътрешна политика
Стефан Неманя свиква църковен събор, на който е осъдена и предадена на анатема богомилската ерес.

## Абдикация
През 1196 г. Стефан Неманя се оттегля от властта в полза на своя втори син Стефан Първовенчани. Решението е взето под натиска на Византия, т.к. Стефан II Неманич се жени за императорската племенница Евдокия Ангелина, дъщеря на бъдещия владетел Алексий III Ангел. Стефан Неманя и жена му Ана Неманя се замонашват. Той приема монашеското име Симеон, а тя Анастасия. След отправените молби от неговия син, Сава, Стефан Неманя заминава през 1197 г. за Света гора в манастира Ватопед. В 1199 г. двамата възстановяват разрушения Хилендарски манастир, където Стефан умира. Малко след смъртта му е обявен за светец.